# Ferrovia Bologna-Ancona
La ferrovia Bologna-Ancona è una linea ferroviaria italiana di interesse nazionale che collega la città di Bologna con la città di Ancona, attraversando la pianura padana fino a Rimini e costeggiando il litorale adriatico per il resto del percorso. Da Ancona Centrale la linea prosegue lungo la costa adriatica, sino a Lecce, con il nome di ferrovia Adriatica.
RFI considera invece la ferrovia Bologna-Ancona un tutt'uno con la ferrovia Ancona-Lecce, indicando l'insieme delle due linee come "Linea Adriatica".

## Storia
La facoltà (ovvero, la concessione) di costruire ed esercitare la ferrovia tra Ancona e Bologna venne accordata dal governo pontificio, con decreto del 21 maggio 1856 al Marchese di Casa Valdes, con la prescrizione di costruirla entro 10 anni e per la durata di 95 anni. Il 16 agosto successivo il governo approvò lo statuto della Società generale delle strade ferrate romane costituita per la costruzione e l'esercizio dell'intera linea ferroviaria Roma-Ancona e prosecuzione fino a Bologna. Detta società era concessionaria della intera rete detta Pio Centrale che comprendeva anche la Roma-Civitavecchia e favoriva anche gli interessi della rete ferroviaria dell'austriaco Lombardo-Veneto portando la strada ferrata fino a Ferrara e al Po.
| Tratta                        | Apertura          | Raddoppio         |
| ----------------------------- | ----------------- | ----------------- |
| Bologna-Faenza                | 1º settembre 1861 | 1º giugno 1908    |
| Faenza-Forlì                  | 1º settembre 1861 | 1º marzo 1910     |
| Forlì-Forlimpopoli            | 5 ottobre 1861    | 1º settembre 1910 |
| Forlimpopoli-Savignano        | 5 ottobre 1861    | 18 febbraio 1911  |
| Savignano-Santarcangelo di R. | 5 ottobre 1861    | 20 dicembre 1910  |
| Santarcangelo di R.-Rimini    | 5 ottobre 1861    | 15 settembre 1910 |
| Rimini-Pesaro                 | 17 novembre 1861  | 15 luglio 1914    |
| Pesaro-Falconara Marittima    | 17 novembre 1861  | 20 settembre 1914 |
| Falconara Marittima-Ancona    | 17 novembre 1861  | 16 settembre 1907 |

La ferrovia fu aperta all'esercizio tra il settembre e il novembre del 1861, poco dopo la proclamazione del Regno d'Italia (17 marzo). Con l'inaugurazione della ferrovia avvenne l'inversione della stazione di partenza, che divenne Bologna, e della stazione di arrivo, che divenne Ancona. Il tronco Bologna-Forlì fu aperto il 1º settembre 1861, quello Forlì-Rimini il 5 ottobre e il 17 novembre fu la volta del tratto ferroviario fino alla stazione di Ancona. La cerimonia inaugurale della linea completa si era tenuta sette giorni prima, alla presenza di re Vittorio Emanuele II.
La linea in oggetto assieme ad altre della stessa Pio Centrale venne assegnata alla Società per le strade ferrate romane costituita a seguito del riordino delle ferrovie previsto dalla legge del 14 maggio 1865, nº 2279. In seguito alla crisi della società delle Romane acuitasi dopo gli anni settanta la gestione della linea passò infine alla Società Italiana per le strade ferrate meridionali che la mantenne anche con le Convenzioni del 1885. Dopo il 1905, a seguito della legge "Fortis", che statalizzava le ferrovie, la gestione passò alle Ferrovie dello Stato.
La linea è stata raddoppiata agli inizi del Novecento.
L'elettrificazione a 3000 V CC venne inaugurata il 12 novembre 1938 ed entrò in esercizio due giorni dopo.

## Caratteristiche
La linea è una ferrovia a doppio binario banalizzato e elettrificato in corrente continua a 3000 V. La gestione dell'infrastruttura è affidata a Rete Ferroviaria Italiana.
È munita di Sistema Controllo Marcia Treno, di Controllo Centralizzato del Traffico (Bologna Centrale-Castelbolognese Riolo Terme) e di Sistema di Comando e Controllo (Castelbolognese Riolo Terme-Ancona Marittima).
Esercita dal Dirigente Centrale Operativo con sede a Bologna Centrale (Bologna Centrale-Rimini) e a Pescara (Rimini-Ancona Marittima), fa uso del regime di circolazione Blocco Automatico a Correnti Codificate consentendo velocità massime comprese tra 115 e 200 km/h.
Dal 2015 la linea è interessata da importanti lavori di potenziamento infrastrutturale, conseguentemente a questi lavori la velocità massima della linea sarà elevata a 200 km/h.

### Percorso
| Unknown route-map component "v-CONTg" | Unknown route-map component "vCONTg-" |  |

| Unknown route-map component "CONTgq" | Unknown route-map component "vSTR+r-STR" | Unknown route-map component "vSTR-STR+l" | Unknown route-map component "CONTfq" |  |

| Unknown route-map component "BHFSPLe-L" | Unknown route-map component "BHFSPLe-R" |  |

| Unknown route-map component "uexCONTgq" | Unknown route-map component "emKRZhl" | Unknown route-map component "emKRZhr" | Unknown route-map component "uexCONTfq" |  |

| Unknown route-map component "tSTRa@g" | Straight track |  |

| Unknown route-map component "tSTRe@f" + Unknown route-map component "STRc2" | Unknown route-map component "ABZg3" |  |

| Unknown route-map component "STRc2" | Unknown route-map component "KRZ3+1u" | Stop on track + Unknown route-map component "STRc4" |  |  |

| Unknown route-map component "ABZq1" + Unknown route-map component "lCONTg@Gq" | Unknown route-map component "kKRZq2o" + Unknown route-map component "STRc4" | Unknown route-map component "KRZu" | Transverse track + Unknown route-map component "STRc2" | Unknown route-map component "ABZq+3" + Unknown route-map component "lCONTf@Fq" |

|  | Unknown route-map component "kSTRc1" | Unknown route-map component "kKRZl+4o" + Unknown route-map component "STRc2" | Unknown route-map component "KRZq3+1u" | Unknown route-map component "CONTfq" + Unknown route-map component "STRc4" |

|  | Unknown route-map component "ABZg+1" | Unknown route-map component "STRc4" |

| Unknown route-map component "bWBRÜCKE1" |

| Stop on track |

| Non-passenger station/depot on track |

| Stop on track |

| Unknown route-map component "HSTeBHF" |

| Station on track |

| Unknown route-map component "bWBRÜCKE1" |

| Unknown route-map component "eDST" |

| Unknown route-map component "exCONT4+f" | Straight track |  |

| Unknown route-map component "exKRWgl" | Unknown route-map component "eKRWg+r" |  |

| Unknown route-map component "exBHF" | Station on track |  |

| Unknown route-map component "exSTRl" | Unknown route-map component "eKRZo" | Unknown route-map component "exCONTfq" |

| Unknown route-map component "hbKRZWae" |

| Unknown route-map component "exCONT4+f" | Straight track |  |

| Unknown route-map component "exKRWgl" | Unknown route-map component "eKRWg+r" |  |

| Unknown route-map component "exKBHFe" | Station on track |  |

|  | Unknown route-map component "ABZgl" | Unknown route-map component "CONTfq" |

| Unknown route-map component "CONTgq" | Unknown route-map component "ABZg+r" |  |

| Station on track |

|  | Unknown route-map component "ABZgl" | Unknown route-map component "CONTfq" |

| Unknown route-map component "hbKRZWae" |

| Unknown route-map component "hbKRZWae" |

| Unknown route-map component "eBHF" |

| Station on track |

| Unknown route-map component "hbKRZWae" |

| Non-passenger station/depot on track |

| Unknown route-map component "HSTeBHF" |

| Unknown route-map component "hbKRZWae" |

| Station on track |

| Unknown route-map component "hbKRZWae" |

| Unknown route-map component "HSTeBHF" |

| Unknown route-map component "HSTeBHF" |

| Unknown route-map component "hbKRZWae" |

| Station on track |

| Unknown route-map component "exLCONTgq" | Unknown route-map component "eLABZgr" + Straight track |  |

| Unknown route-map component "eHST" |

| Stop on track |

| Small bridge over water |

|  | Unknown route-map component "SPLag+l" | Unknown route-map component "CONTfq" |

| Unknown route-map component "WCONTfaq" | Unknown route-map component "vWBRÜCKE2" | Unknown route-map component "WCONTgeq" |

| Unknown route-map component "uexCONTgq" | Unknown route-map component "emvKRZo" | Unknown route-map component "uexCONTfq" |

| Unknown route-map component "exKBHFa" | Unknown route-map component "vKBHFxe-BHF" |  |

| Unknown route-map component "exCONT3+g" | Unknown route-map component "evSTR" |  |

| Unknown route-map component "vexBHF-STR" |

| Unknown route-map component "exCONTgq" | Unknown route-map component "evSTRr-SHI1r" |  |

| Stop on track |

| Unknown route-map component "bWBRÜCKE1" |

| Unknown route-map component "bWBRÜCKE1" |

| Station on track |

| Stop on track |

| Station on track |

| Unknown route-map component "STR+GRZq" |

| Unknown route-map component "eHST" |

| Enter and exit tunnel |

| Unknown route-map component "hbKRZWae" |

| Station on track |

| Unknown route-map component "bWBRÜCKE1" |

| Station on track |

| Unknown route-map component "exCONTgq" | Unknown route-map component "eABZgr" |  |

| Unknown route-map component "hbKRZWae" |

| Unknown route-map component "eHST" |

| Station on track |

| Unknown route-map component "hbKRZWae" |

| Unknown route-map component "hbKRZWae" |

| Station on track |

| Stop on track |

| Unknown route-map component "eHST" |

| Station on track |

| Unknown route-map component "exLCONTgq" | Unknown route-map component "eABZgLr" |  |

| Unknown route-map component "hbKRZWae" |

| Unknown route-map component "ekABZg3" |

| Unknown route-map component "dCONTgq" | Unknown route-map component "kABZr+2x1" | Unknown route-map component "STR+k3" + Unknown route-map component "exkSTRc4" | Unknown route-map component "d" |  |

| Unknown route-map component "kABZg+4" |

|  | Station on track |

| Stop on track |

| Stop on track |

| Unused urban continuation backward | Straight track |  |

| Unknown route-map component "uexABZg+4" + Unknown route-map component "uexlCONTf4" | Straight track |  |

| Unknown route-map component "uexBHF" | Unknown route-map component "BHFSPLa" |  |

| Unknown route-map component "tSTRe@fq" + Unused straight waterway + Unknown route-map component "lCONTg@Gq" | Unknown route-map component "vSTRr-SHI1r" |  |

| Unknown route-map component "uexCONT3+g" | Continuation forward |  |

Il tracciato ferroviario inizia presso la stazione di Bologna Centrale e prosegue toccando la fermata di Bologna San Vitale, sottopassando quindi la linea di cintura della città di Bologna e scavalcando poco dopo la linea FER per Portomaggiore.
Prosegue per un breve tratto parallelamente all'autostrada A14 giungendo poi nella località di San Lazzaro di Savena; da qui fino a Savignano sul Rubicone la linea segue un tracciato rettilineo e per gran parte parallelo alla strada statale 9 Via Emilia attraversando le località di Ozzano dell'Emilia, Castel San Pietro Terme, Imola, Castel Bolognese, Faenza, Forlì, Forlimpopoli, Cesena e Gambettola.
Superato il comune di Savignano sul Rubicone, la linea piega leggermente verso sud-est e prosegue fino alla località di Santarcangelo di Romagna continuando quindi in rettilineo con andamento ovest-est per poi piegare parallelamente alla costa adriatica giungendo così a Rimini.
Da quest'ultima a Cattolica il tracciato continua seguendo un andamento parallelo alla costa toccando le località di Riccione e Misano Adriatico per poi affiancarsi dapprima, in località Gabicce Mare, all'autostrada A14 e successivamente, nei pressi di Pesaro, alla strada statale 16 Adriatica.
Dalla città di Pesaro la linea continua il suo percorso a fianco la strada statale 16 Adriatica attraversando le località di Fano, Marotta, Senigallia, Marzocca, Marina di Montemarciano e Falconara Marittima.
Da quest'ultima la ferrovia prosegue il suo percorso affiancando il tracciato storico della strada statale 16 Adriatica giungendo così alla città di Ancona e diramandosi fin dentro il suo porto.
La linea presenta una lunghezza complessiva di 204 km con pendenze comprese tra lo 0 e il 7‰ ad eccezione di due brevi tratti compresi tra le stazioni di Ancona e di Ancona Torrette e tra l'ex stazione di Gradara e la galleria Cattolica dove viene raggiunta una pendenza massima del 12‰.
Durante tutto il suo percorso, la ferrovia incrocia numerose ferrovie e tranvie, alcune tuttora in uso, altre dismesse, altre mai completate.
In Romagna, nei pressi di Imola, e fino al 1944, si incrociava con la ferrovia Massalombarda-Imola-Fontanelice; a Castel Bolognese dapprima con la linea per Riolo Bagni, chiusa nel 1933, e poco dopo con la linea per Ravenna. A Faenza la ferrovia si incrocia con due ferrovie di interesse regionale: la Faenza-Firenze detta Faentina e la Faenza-Ravenna. Nella località di Santarcangelo di Romagna la legge Baccarini prevedeva un collegamento, mai completato, con Urbino e quindi con la ferrovia Roma-Ancona, la cosiddetta Ferrovia Subappennina. Infine a Rimini dove, nei pressi della stazione, confluisce con la linea per Ravenna e, fino al 1944, con la ferrovia di interesse internazionale Rimini-San Marino. Fino al 1960 si attestò sul piazzale antistante della stazione la Rimini-Novafeltria.
Nelle Marche, la ferrovia ha due diramazioni: la prima nei pressi di Fano con la linea per Fermignano e Urbino, chiusa al traffico nel 1987, la seconda nei pressi di Falconara Marittima con la linea per Roma.

## Traffico
Sono presenti sulla linea sia treni passeggeri che svolgono servizio regionale che treni a lunga percorrenza. Tali treni sono svolti da Trenitalia e Trenitalia Tper; quest'ultima nel periodo estivo esercisce inoltre la relazione Freccia Orobica (Bergamo-Pesaro).
A causa della sovrapposizione di più relazioni nel nodo di Bologna (traffico locale, regionale, a lunga percorrenza e merci), nel 2022 il Ministro delle Infrastrutture e della Mobilità Sostenibili, Enrico Giovannini, ha deliberato uno stanziamento di fondi pari a 2,3 miliardi di euro per quadruplicare la tratta romagnola della linea. Si ipotizzano due lotti: Bologna San Vitale - Imola e Imola - Castel Bolognese.
Il 16 maggio 2024 è stato avviato il dibattito pubblico per la realizzazione del quadruplicamento tra Bologna e Castel Bolognese in variante di tracciato con caratteristiche di linea alta velocità e alta capacità (AV/AC) per un costo totale di 3,65 miliardi di euro. Lo scenario ipotizzato nel progetto di fattibilità assume che i lavori inizino nel 2026 e terminino nel 2033.